# 花ボウル

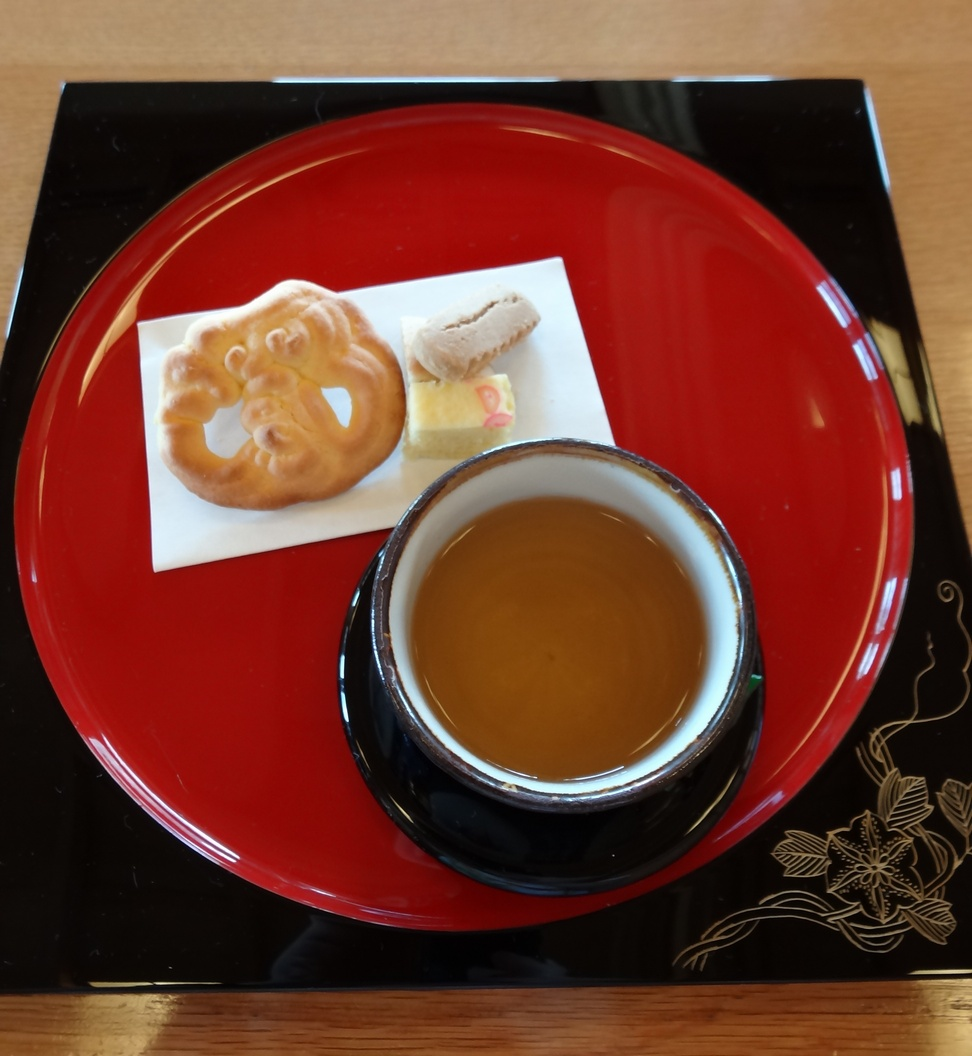
左上のお菓子が「花ぼうる」

花ボウル（はなボウル）は沖縄県の藤の花を模した焼き菓子の名前。花ぼうる、花ボール、花ボーロ、花ぼうろの表記もある。伝統的な琉球菓子に挙げられる。
ポルトガルから伝来した焼き菓子であるポルトガル語: bolo（ボーロ）に由来し、九州の土産菓子である丸ぼうろや、京都府の蕎麦ぼうろと同じ語源である。

## 解説
ぼうるの記述は1600年代末薩摩藩に見られ、その後福岡藩などの記録（文政年間の『加瀬家記録』など）にも見ることができる。沖縄（琉球）にも薩摩藩を経由して伝わったと考えられ、江戸時代まで琉球以外でも花ボウル（ぼうる）は食されていたが、現在残っているのは沖縄県だけである。
一般的に茶受けに出されるものは小型のボウルであるが、法事用には大型のものが出される。死後25年、33年の法事である「大焼香」用や盆などの供物には「立ち花ボウル」や合掌する姿の「テイーウサー」などがまれに出される。

## 製法
小麦粉、卵黄、砂糖、膨張剤が原料で、繊細な模様をほどこす。
模様は型貫きでなく全てへらで切り形を整えるという手作りで行われており、菓子であるが、一種の工芸品の趣がある。

## 注
1. ↑  琉球菓子（抜粋） - 新垣カミ菓子店公式ウェブサイト。